# Conopsis acuta
Conopsis acuta — вид змій родини полозових (Colubridae). Ендемік Мексики.

## Поширення і екологія
Conopsis acuta мешкають в мексиканських штатах Оахака, Пуебла, Веракрус і Герреро. Вони живуть в соснових, сосново-дубових і ялицевих лісах та в сухих чагарникових і опунцієвих заростях. Зустрічаються на висоті від 1800 до 2600 м над рівнем моря. Відкладають яйця.